# Висачківський кар'єр (пам'ятка природи)
Висачківський кар'єр — геологічна пам'ятка природи місцевого значення в Україні, яка розташована біля с. Висачки Вовчицької сільської ради Лубенського району Полтавської області.
Висачківський кар'єр був додано до списку охоронних об'єктів природи Полтавської області згідно з рішенням Полтавської облради від 29.04.1993 року.
Статус охоронного об'єкта природи надано для збереження високого горба, абсолютною висотою 147 м над рівнем моря та відносна — 56 м, що має діабазову морфоструктуру з прошарками порід гіпсу, глини та кам'яної солі. Шток девонської кам'яної солі залягає на глибині від 40 м, який оточений брилами магматичних гірських порід — діабазів. Площа пам'ятки природи —  22,9 га.
Геологічна пам'ятка природи є частиною Висачківського соляного куполу — куполоподібного підняття на Придніпровській височині. Соляний купол являє собою горб, який створено в наслідок водної і льодовикової ерозії на терасових низовинах межиріччя Сули й Удаю. Пагорб перекритий лісоподібними суглинками.
Висачківський кар'єр розташовано в південно-західній частині Висачківського соляного куполу. У кар'єрі проводився видобуток діабазів для потреб дорожнього будівництва, тепер на місці кар'єра — озеро.
На горбі також охороняється типова лучностепова рослинність. Пам'ятка природи зберігає рідкісні види рослин (2 види) і тварин (2 види).

## Галерея

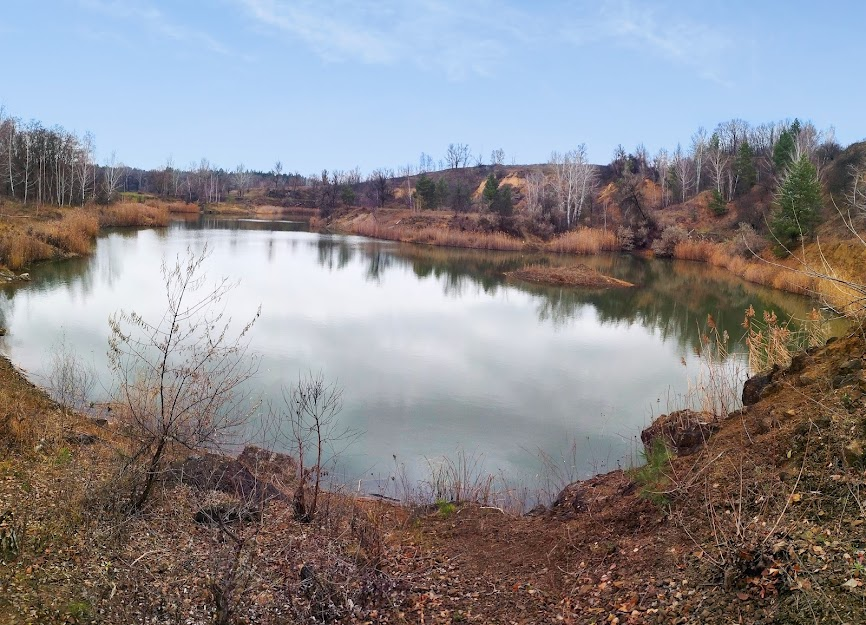
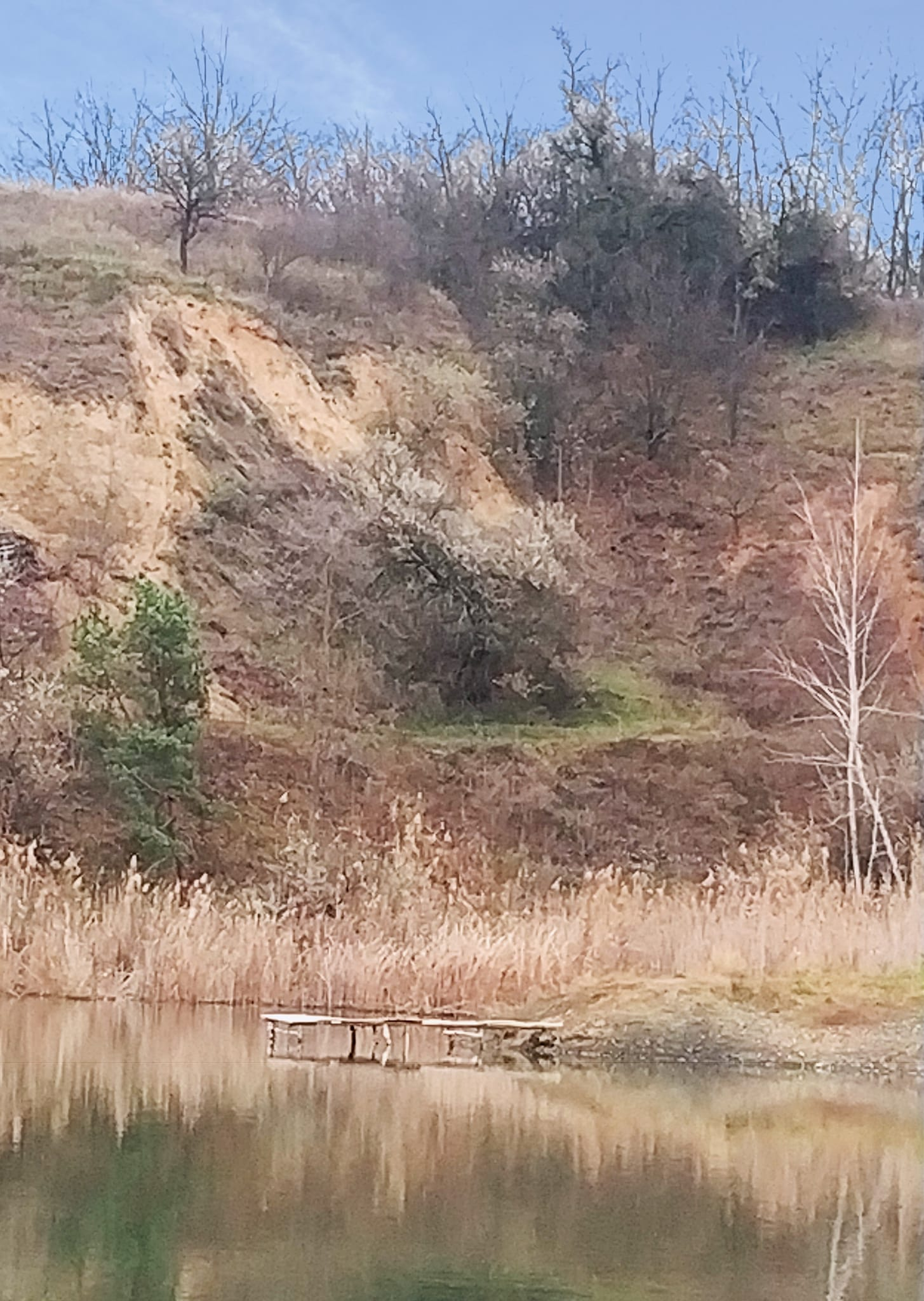
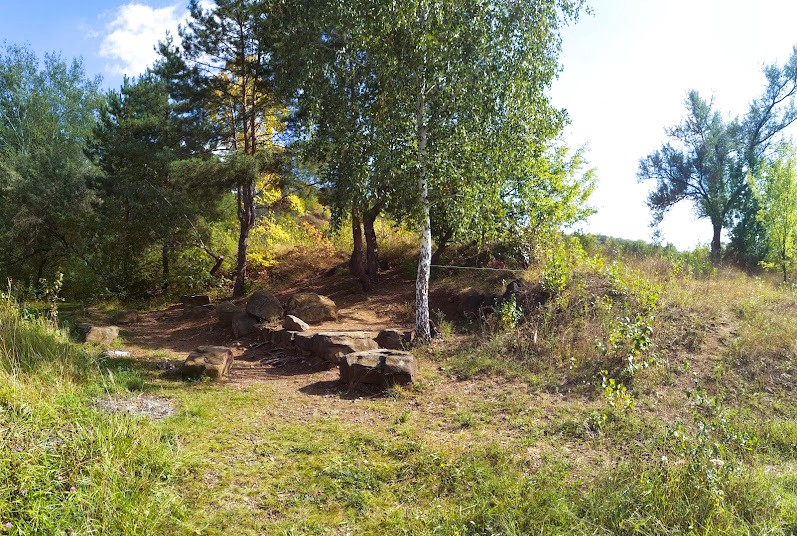
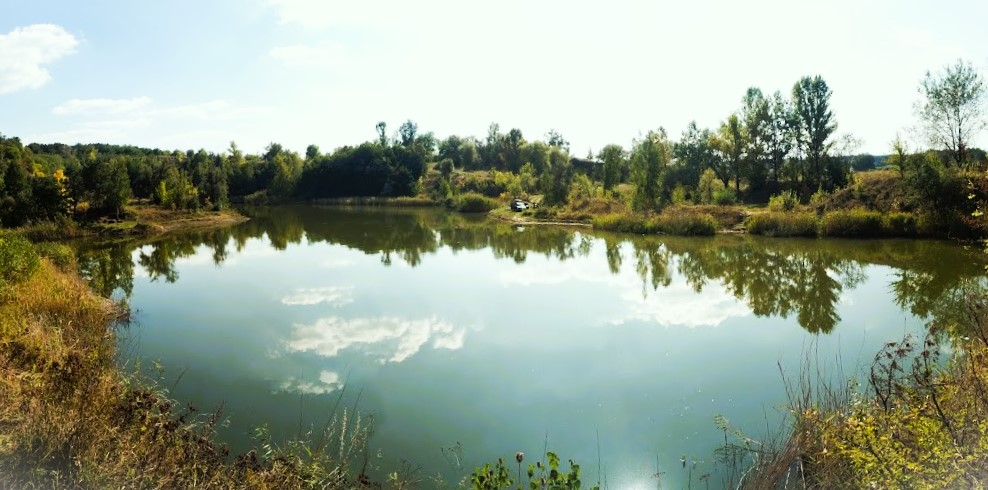